# Heide Rosendahlová
Heidemarie Eckerová-Rosendahlová (* 14. února 1947, Hückeswagen, Severní Porýní-Vestfálsko) je bývalá západoněmecká atletka, která se věnovala pětiboj a skoku do dálky.

## Kariéra
Na letních olympijských hrách v Mnichově v roce 1972 získala tři medaile. Zlato ve skoku do dálky a ve štafetě na 4 × 100 metrů. Stříbro poté přidala v pětiboji (100 m překážek, vrh koulí, skok do výšky, skok daleký, běh na 200 m). Je halovou mistryní Evropy 1971 ve skoku do dálky a mistryní Evropy v pětiboji z téhož roku.
V roce 1968 skončila na olympiádě v Ciudad de México na osmém místě ve skoku do dálky. Na olympiádě v Mnichově závodila v barvách tehdejšího Západního Německa. Ve štafetě na 4 × 100 metrů běžela Heide Rosendahlová poslední, čtvrtý úsek a proběhla cílem v čase 42,81 s. Za ní doběhla v těsném závěsu reprezentantka Východního Německa Renate Stecherová v čase 42,95 s. 3. září 1970 skočila na světové letní univerziádě v Turíně nový světový rekord v dálce 684 cm a nemohla tehdy dostat jinou, než zlatou medaili.

## Osobní život
Její otec Heinz se věnoval hodu diskem. Má dva syny, staršího Davida a mladšího Dannyho. Danny Ecker se věnuje rovněž atletice, je tyčkařem, který mj. drží německý rekord v hale.